# دلوود (میزوری)
دلوود (به انگلیسی: Dellwood) یک شهر در ایالات متحده آمریکا است که در شهرستان سنت لوئیس، میزوری واقع شده‌است. دلوود ۲٫۶۷ کیلومتر مربع مساحت و ۵٬۰۲۵ نفر جمعیت دارد و ۱۶۴ متر بالاتر از سطح دریا قرار دارد.